# Rozdolne, Ucraina
Rozdolne (în ucraineană Роздольне) este așezarea de tip urban de reședință a raionului Rozdolne din Republica Autonomă Crimeea, Ucraina. În afara localității principale, nu cuprinde și alte sate.

## Demografie
Componența lingvistică a așezării de tip urban Rozdolne
     Rusă (81,87%)
     Ucraineană (9,6%)
     Tătară crimeeană (7,03%)
     Alte limbi (0,18%)
Conform recensământului din 2001, majoritatea populației așezării de tip urban Rozdolne era vorbitoare de rusă (81,87%), existând în minoritate și vorbitori de ucraineană (9,6%) și tătară crimeeană (7,03%).